# 特雷舍尼-克雷耶尔
特雷舍尼-克雷耶尔（法語：Treschenu-Creyers）是法国德龙省的一个旧市镇，属于迪区。该市镇总面积82.04平方公里，2009年时的人口为133人。
2019年1月1日，特雷舍尼-克雷耶尔并入邻近的沙蒂永昂迪瓦。

## 人口
特雷舍尼-克雷耶尔人口变化图示